# Христианин (журнал, Санкт-Петербург)

Программа журнала «Христианин», предложенная И. С. Прохановым на утверждение в Главное управление по делам печати

«Христианин» — религиозный евангелистский журнал. Издавался с перерывами в 1905—1928 годах. В это время являлся основным периодическим журналом евангельских христиан. В 1908 году выходил как официальный орган Русского евангельского союза. С 1910 года — печатный орган Всероссийского союза евангельских христиан (ВСЕХ).

## Концепция
По воспоминаниям И. С. Проханова, в основе «Христианина» были заложены три главных принципа:
1. Открытие русскому народу живого Христа и единственности спасения во Христе.
2. Евангелизация русского народа и созидание новой Евангельской церкви. Девиз состоял из 3-х слов: «Пробуждение, обновление и реформация.»
3. Объединение всех ветвей живого христианства на принципах свободы и братской любви под девизом: «В главном единство, во второстепенном — свобода и во всём — любовь».
«Этот журнал никогда никого не критиковал: ни целых христианских групп, ни отдельных религиозных тружеников, — вспоминал И. С. Проханов. — Журнал распространялся повсюду как идеал Христа и его Жертвы, провозглашающий единство, свободу и любовь, и великий оптимизм веры, веры Евангельской. Нет числа писем, которые я получал от читателей „Христианина“, где они информировали меня об образовании групп, обращении, различных благословениях, полученных через этот журнал».

## Первые годы

### Формат
Разрешение на издание журнала И. С. Проханов добился сразу же после выхода манифеста от 17 октября 1905 года, провозгласившего свободу совести, слова, собраний и союзов. 
В ноябре 1905 года был выпущен литографическим способом первый пробный номер, затем разосланный по местам собраний и домашним адресам верующих. В нем была опубликована статья И. С. Проханова «Назревающие вопросы евангельской церкви в России». В статье обращалось особое внимание на необходимость духовного и умственного просвещения и образования в христианских семьях.
Название «Христианин» и структура журнала были заимствованы у британского журнала The Christian, оттуда же были перепечатаны в переводе некоторые статьи.
В январе 1906 года вышел первый номер журнала, отпечатанный типографским способом. С этого времени началось его регулярное издание. В качестве бесплатного приложения к журналу выходил «Братский листок», а несколько позже издавались «Молодой виноградник» и «Детский друг».
Журнал «Христианин» был предназначен «для всех ищущих истину и любящих Господа», о чем говорил подзаголовок. Девизом журнала были избраны слова апостола Павла: «Мы проповедуем Христа распятого» — 1 Кор. 1:23 и «Подвизаясь единодушно за веру евангельскую» — Флп. 1:27, а также изречение: «В главном — единство, во второстепенном — свобода, во всём — любовь».

### Содержание

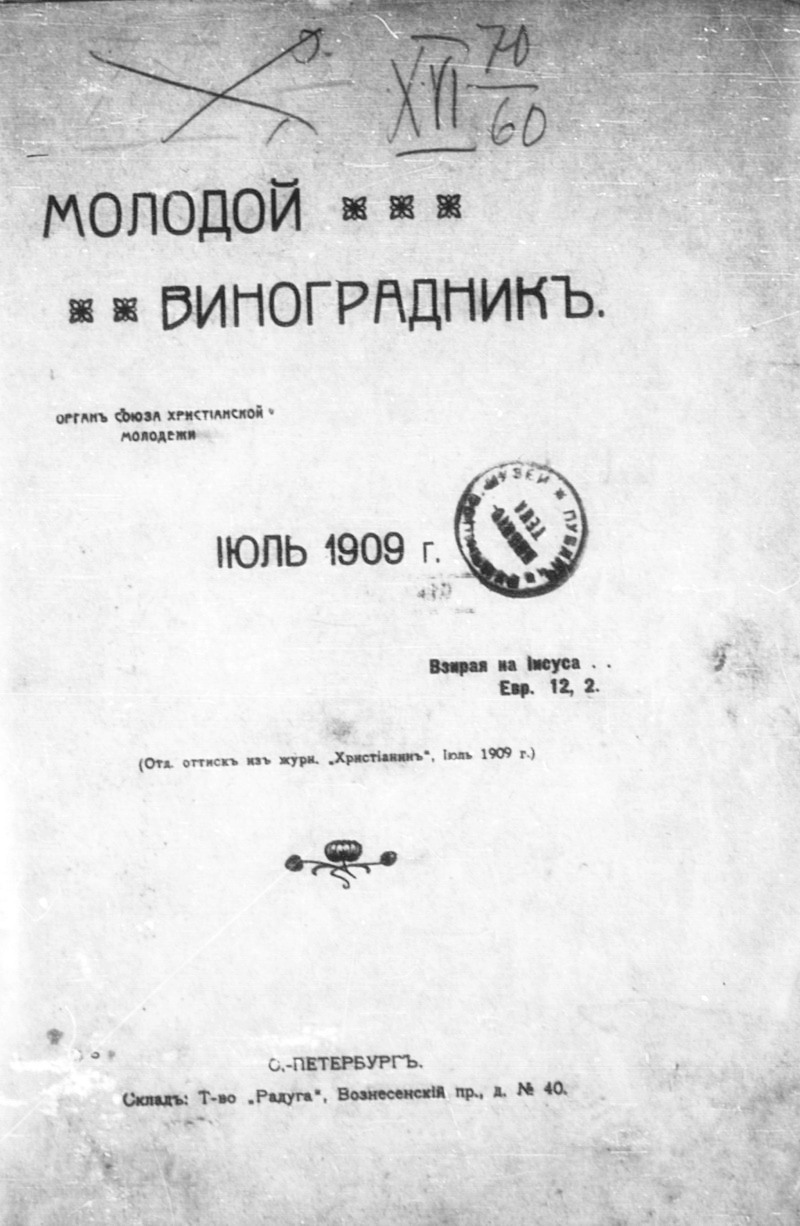
Обложка журнала «Молодой виноградник» (бесплатного приложения к журналу «Христианин»), 1909

И. С. Проханов редактирует журнал «Христианин»

В программу журнала входила публикация оригинальных и переводных проповедей, духовно-назидательных статей, стихов и рассказов, отдел для детей и юношества и т. д. В одном из первых номеров журнала было опубликовано пророчество известного миссионера Хадсона Тэйлора о России: «в России произойдёт революция, которая приведет к великому пробуждению на западе России; это пробуждение распространится по всей земле и тогда Господь придёт». Возможно именно это пророчество стало основанием идеи И. С. Проханова о духовной революции и его вере в мессианскую роль России.
Журнал использовался лидерами евангельских христиан для публикации наиболее значимых, «программных» статей. Например, в годы нэпа серию статей с развернутой программой построения «нового» общества в нём опубликовал И. С. Проханов (этот цикл статей позднее даже называли «социальным евангелием Проханова»). Одна из них называлась «Новая, или Евангельская жизнь». Страницы журнала для публикации концептуальных статей на языке «высокой» теологии использовал и другой лидер движения — И. В. Каргель. В частности, это статьи «Христос — освящение наше» и «В каком ты отношении к Духу Святому». В них он выражал крайнюю обеспокоенность состоянием Церкви и излагал баптистское вероисповедание без упрощений и поправок на модные веяния времени, — с «лютеровским ригоризмом и бескомпромиссностью», отмечал Л. Н. Митрохин.
До образования Всероссийского союза евангельских христиан (ВСЕХ) журнал неофициально считался органом Русского Евангельского Союза.
Как отмечал историк А. В. Синичкин, «весь дореволюционный период журнал был полностью посвящён внутренней духовной жизни христианина. На его страницах писали Проханов, Иван Вениаминович Каргель, и другие братья. Печатались переводные статьи Сперджена, Муди (Dwight L. Moody), Мюллера. В начале журнал помещали гимн с нотами, а в конце специальный раздел помещал материалы для детей. В самом журнале в дореволюционный период не рассматривались никакие деловые вопросы, отчёты, не было репортажей, не помещались документы. Для этого специально, отдельной тетрадкой не сшитой с основным номером издавалось приложение под названием „Братский листок“».
В 1910 году, когда уже издавалась еженедельная газета-журнал «Утренняя Звезда», журнал «Христианин» стал органом ВСЕХ. Он выходил как приложение к «Утренней Звезде». «Утренняя Звезда» освещала вопросы практической христианской жизни, а также государственные, общественные и другие темы. Журнал «Христианин», по-прежнему, был посвящен духовной тематике.
Параллельное издание «Христианина», «Братского листка» и «Утренней Звезды» преследовало трехсоставную цель. «Христианин» предназначался для удовлетворения духовных нужд верующих, «Братский листок» представлял собой форум христиан различных деноминаций (здесь освещались новости конференций баптистов, молокан, евангельских христиан, а также информация от западных миссионеров), а «Утренняя Звезда» должна была стать органом Русского евангельского союза. Эти издания были основным средством идентификации евангельского движения и формирования его богословия.
С 30 июля 1916 года издание журнала было «приостановлено» главным начальником военного округа согласно «Правилам о местностях, объявленных на военном положении» в рамках преследований русских протестантов, как якобы сочувствующих Германии, воюющей против России. 
В 1916—1923 годах журнал выходил нерегулярно либо на протяжении длительных периодов не выходил вовсе.

## Возобновление регулярного издания

За чтением журнала «Христианин»

Регулярное издание журнала возобновилось после восьмилетнего перерыва, с 1924 года. В 1925−1926 годы «Христианин» выходил с приложением «Братский листок» тиражом 15.000 экземпляров.
По мнению А. В. Синичкина, в этот период «журнал несколько изменил своё лицо. Это уже не был чисто духовный журнал. Наряду с духовными статьями, стихами, гимнами, много место уделялось деятельности Ивана Степановича Проханова. Совместно с И. С. Прохановым журнал редактировал Яков Иванович Жидков, будущий председатель ВСЕХБ. Журнал избегал освящения политических и общественных тем жизни СССР, а был сосредоточен на внутренней жизни Всесоюзного совета евангельских христиан (ВСЕХ). Из общехристианского он стал журналом одного союза. Но журнал сохранил свой миссионерский дух и направленность к консолидации поместных церквей. Вместе с тем значительная часть журнала была посвящена по прежнему внутренней духовной жизни человека».
В январском номере за 1925 год И. С. Проханов опубликовал свою знаменитую статью «Новая, или Евангельская жизнь», в которой представил утопическую картину общества, преображенного трудом и Евангелием. Видимо, еще до публикации в «Христианине» статья вызвала неоднозначную реакцию среди верующих, поскольку в том же январском номере журнала Проханов выступил с разъяснением к ней.
Журнал «Христианин» выходил до конца 1928 года, затем был закрыт вместе с остальными евангельскими изданиями в связи с разворачиванием сталинских репрессий в отношении евангельских христиан.

## Наши дни
Первая попытка возрождения журнала была осуществлена в 1990 году издательством «Протестант». Идейным вдохновителем издания стал Александр Семченко, выпускающим редактором — Виктор Ротт. Журнал выходил до 1995 года раз в квартал (в последние годы в связи с экономической ситуацией вышло несколько сдвоенных полугодовых номеров), распространялся по подписке. Всего было выпущено 13 номеров.
Издание было возобновлено в России в 2008 году с той же ежеквартальной периодичностью с заявленным тиражом 3000 экз. Издатель журнала — Христианский религиозный центр «Протестант», главный редактор — епископ А. Т. Семченко.